# Pina de Montalgrao
Pina de Montalgrao ist eine Gemeinde (Municipio) mit 118 Einwohnern (Stand: 2024) in der Provinz Castellón in der spanischen autonomomen Region Valencia. 

## Geographie
Pina de Montalgrao liegt etwa 55 Kilometer westlich der Provinzhauptstadt Castellón de la Plana und etwa 70 Kilometer nordnordwestlich von Valencia im Bezirk Alto Palancia in einer Höhe von ca. 1040 m. Am äußersten nordwestlichen und am südlichen Rand der Gemeinde führt die Autovía A-23 entlang.

## Sehenswürdigkeiten
Zu den Sehenswürdigkeiten gehöhen zum Beispiel die Marienkirche, Marienkapelle, Barbarakapelle und das Rathaus.

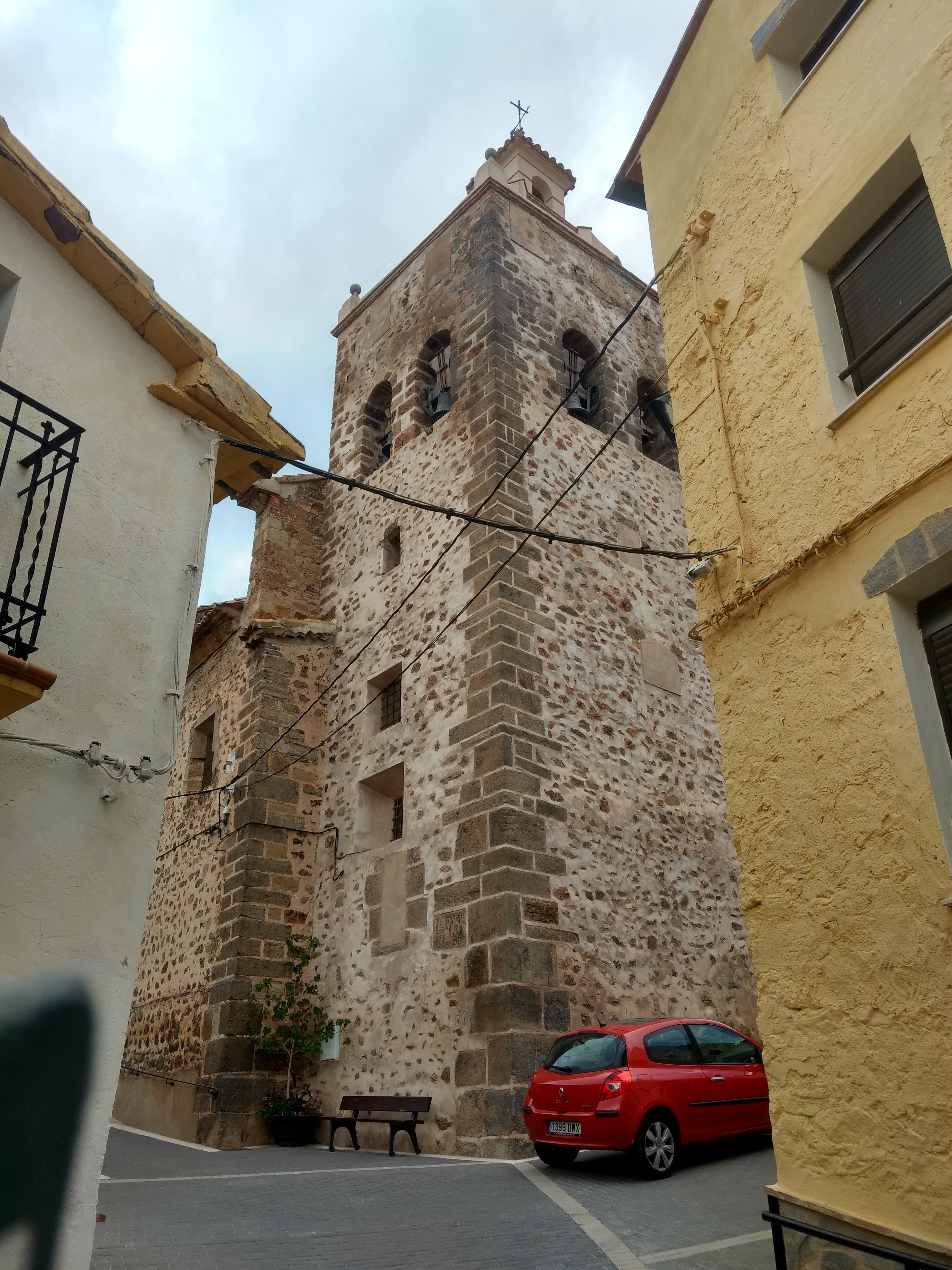
Salvatorkirche